# Ланлебур-Мон-Сени
Ланлебур-Мон-Сени (фр. Lanslebourg-Mont-Cenis) — коммуна во Франции, департамент Савойя, регион Рона — Альпы. Находится в округе Сен-Жан-де-Морьен, в кантоне Модан. Код INSEE коммуны — 73143. Мэр коммуны — Жак Арну, мандат действует на протяжении 2014—2020 годов. Город-побратим — Виллар-Дора, Италия. На территории коммуны находится горнолыжная станция Валь-Сени-Вануаз.

## Географическое положение
Ланлебур-Мон-Сени находится в долине Морьен французских Альп на границе Франции с Италией. Ближайшие французские коммуны — Бессан, Терминьон, Сольер-Сардьер, Пралоньян-ла-Вануаз, итальянская — Монченизио. Наивысшая точка коммуны — пик Ронс (3612 м) — наивысшая точка массива Мон-Сенис.
На территории коммуны расположено искусственное озеро Мон-Сени на высоте 1974 метров над уровнем моря. Оно ограничено плотиной Мон-Кони.

## История
История коммуны связана с перевалом Мон-Сени через который было возможно перейти через горы (на данный момент связывает Францию и Италию). Использование прохода началось ещё при римлянах, о чём свидетельствуют остатки римской дороги, найденные на плато. В VII и VIII веках нашей эры проход несколько раз завоёвывался (Пипином Коротким, Карлом Великим, Карлом II).
В начале XIX века по приказу Наполеона I было начато строительство национальной дороги (соответствует дороге RD 1006) вдоль которой было создано 25 пунктов обслуживания. В 60-х годах XIX века была открыта железная дорога Мон-Сени, соединившая Сузы и Сен-Мишель-де-Морьен, которая, однако, была закрыта уже в 1871 году из-за строительства туннеля в Модане. Это привело к уменьшению населения Ланлебура-Мон-Сени, часть жителей эмигрировала в Уругвай и Аргентину. Как и многие коммуны вблизи Модана, коммуна сильно пострадала во время Второй мировой войны.

## Население
Согласно переписи 2013 года население Ланлебура-Мон-Сени составляло 637 человек (49,1 % мужчин и 50,9 % женщин). Население коммуны по возрастному диапазону распределилось следующим образом: 16,9 % — жители младше 14 лет, 17,4 % — между 15 и 29 годами, 19,5 % — от 30 до 44 лет, 23,7 % — от 45 до 59 лет и 22,5 % — в возрасте 60 лет и старше. В 2012 году среди жителей старше 15 лет 47,4 % состояли в браке, 43,1 % — не состояли, 3,4 % — были в разводе, 6,2 % — вдовствовали.
Среди населения старше 15 лет (497 человек) 4,5 % населения не имели образования, 12,4 % — имели только начальное образование, 7,3 % — закончили только колледж, 26,7 % — получили аттестат об окончании лицея, 22,2 % — закончили полное среднее образование или среднее специальное образование, 15,3 % — закончили сокращённое высшее образование и 11,6 % — получили полное высшее образование.
Динамика населения согласно INSEE:
| 1793 | 1800 | 1822 | 1838 | 1848 | 1858 | 1861 | 1872 | 1881 | 1891 | 1901 | 1911 | 1921 |
| ---- | ---- | ---- | ---- | ---- | ---- | ---- | ---- | ---- | ---- | ---- | ---- | ---- |
| 557  | 1362 | 1273 | 1550 | 1584 | 1582 | 1529 | 1303 | 1033 | 914  | 974  | 912  | 634  |

| 1926 | 1931 | 1936 | 1946 | 1954 | 1962 | 1968 | 1975 | 1982 | 1990 | 1999 | 2006 | 2012 |
| ---- | ---- | ---- | ---- | ---- | ---- | ---- | ---- | ---- | ---- | ---- | ---- | ---- |
| 705  | 831  | 797  | 423  | 631  | 570  | 1034 | 526  | 552  | 647  | 640  | 589  | 630  |

| Население коммуны в XIX—XXI веках |
| --------------------------------- |
|                                   |

## Экономика
Средний декларируемый годовой доход в коммуне: 21 426,7 евро. Уровень безработицы — 0,7 %. В 2012 году из 417 человек трудоспособного возраста (от 15 до 64 лет) 361 были экономически активными, 56 — неактивными (показатель активности 86,7 %, в 2007 году — 87,9 %). Из 361 активных трудоспособных жителей работали 358 человек (190 мужчина и 168 женщин), 3 числились безработными (1 мужчина и 2 женщины). Среди 56 трудоспособных неактивных граждан 23 были учениками либо студентами, 22 — пенсионерами, а ещё 11 — были неактивны в силу других причин. В коммуне проживает 365 человек старше 15 лет, имеющих работу, причём 70,3 % из них работает в коммуне, 28,1 % в пределах департамента, а 0,3 % населения работает за пределами Франции. В 2013 году средний доход в месяц на человека составлял 2312 €, в год — 27 744 €.
В коммуне 80,8 % населения работает в сфере услуг. Благодаря тому, что на территории коммуны находится горнолыжная станция Валь-Сени-Вануаз, в городе развит туристический сектор. По оценкам департамента коммуна может предоставить 5324 туристических места. В коммуне на 2016 год находилось 13 отелей и 282 мини-гостиницы.